# A Bélier család
A Bélier család (eredeti cím: La Famille Bélier) 2014-ben bemutatott francia–belga filmvígjáték-dráma, melyet Éric Lartigau, Victoria Bedos, Thomas Bidegain és Stanislas Carré de Malberg forgatókönyvéből Éric Lartigau rendezett. A főbb szerepekben Karin Viard, François Damiens, Éric Elmosnino és Louane Emera látható.
A 2015-ös César-díjátadón hat kategóriában jelölték díjakra, végül Emera a legígéretesebb fiatal színésznő díjat vehette át.
Angol nyelvű remake-je 2021-ben jelent meg CODA címmel.

## Cselekmény
Paula Bélier tizenhat éves középiskolás lány, szülei és testvére is siket, ezért ő segít nekik a mindennapi életben, beleértve családi farmjuk irányítását is. A kiemelkedően tehetséges énekes Paula az iskolai kórusban Michel Sardou francia művész dalait gyakorolja társaival. Tanára meggyőzi őt, hogy jelentkezzen a tekintélyes párizsi Maîtrise de Radio France főiskolába, így biztosítva felsőfokú tanulmányait és későbbi karrierjét. Paulának azonban így hátra kéne hagynia családját és elindulni a felnőtté válás rögös útján.

## Szereplők
| Szerep               | Színész           | Magyar hang            |
| -------------------- | ----------------- | ---------------------- |
| Gigi Bélier          | Karin Viard       | Kis-Kovács Luca        |
| Rodolphe Bélier      | François Damiens  | nem szólal meg         |
| Fabien Thomasson     | Éric Elmosnino    | Láng Balázs            |
| Paula Bélier         | Louane Emera      | Czető Zsanett          |
| Mathilde             | Roxane Duran      | Andrusko Marcella      |
| Gabriel Chevignon    | Ilian Bergala     | Márkus Sándor          |
| Quentin Bélier       | Luca Gelberg      | nem szólal meg         |
| Mlle Dos Santos      | Mar Sodupe        | Cabello-Colini Borbála |
| Lapidus polgármester | Stéphan Wojtowicz | Forgács Gábor          |
| Dr. Pugeot           | Jérôme Kircher    | Albert Gábor           |
| Rossigneux           | Bruno Gomila      | Beratin Gábor          |
| Karène               | Clémence Lassalas | Lamboni Anna           |

## Fogadtatás

### Bevételi adatok
A film anyagi szempontból sikert aratott: kb. 11 millió eurós költségvetés mellett világszerte 72,8 millió dolláros bevételt termelt.

### Kritikai visszhang
Marylène Charrière siket francia újságíró méltatta a siketség és a francia jelnyelv bemutatását a nagyközönség számára. Julia Pelhate tolmács a jelnyelvet ábrázoló jelenetekben számos hibát fedezett fel, így az siket nézők nem is értették azokat felirat nélkül a film megtekintése közben.
A brit The Independent magazin értesülései szerint „Néhány – de nem minden – siket aktivistát feldühített, hogy két, közismert és ép hallású színész alakította Paula francia jelnyelvet használó szüleit. Azt is kifogásolják, hogy a siket szereplők jelentik a film fő humorforrását.”

### Fontosabb díjak és jelölések
| Díj                    | Kategória                       | Jelölt                                                                       | Eredmény |
| ---------------------- | ------------------------------- | ---------------------------------------------------------------------------- | -------- |
| César-díj (2015)       | legjobb film                    |                                                                              | Jelölve  |
| César-díj (2015)       | legjobb férfi főszereplő        | François Damiens                                                             | Jelölve  |
| César-díj (2015)       | legjobb női főszereplő          | Karin Viard                                                                  | Jelölve  |
| César-díj (2015)       | legjobb férfi mellékszereplő    | Éric Elmosnino                                                               | Jelölve  |
| César-díj (2015)       | legígéretesebb fiatal színésznő | Louane Emera                                                                 | Elnyerte |
| César-díj (2015)       | legjobb eredeti forgatókönyv    | Victoria Bedos, Stanislas Carré de Malberg, Éric Lartigau és Thomas Bidegain | Jelölve  |
| Európai Filmdíj (2015) | legjobb vígjáték                |                                                                              | Jelölve  |
| Lumières-díj (2015)    | legjobb film                    |                                                                              | Jelölve  |
| Lumières-díj (2015)    | legjobb színésznő               | Karin Viard                                                                  | Elnyerte |
| Lumières-díj (2015)    | legígéretesebb fiatal színésznő | Louane Emera                                                                 | Elnyerte |
| Lumières-díj (2015)    | legjobb forgatókönyv            | Victoria Bedos, Stanislas Carré de Malberg, Éric Lartigau és Thomas Bidegain | Jelölve  |

## Kapcsolódó művek
A film angol nyelvű feldolgozását CODA címmel mutatták be a 2021-es cannes-i fesztiválon. A 94. Oscar-gálán három jelölésből – legjobb film, legjobb férfi mellékszereplő (Troy Kotsur) és legjobb adaptált forgatókönyv (Siân Heder) – mindhárom díjat elnyerte.
A CODA sikere után tervezik a történet színpadi musicalváltozatát is: az ötlet már a 2014-es film kapcsán is felmerült, de az amerikai filmfeldolgozás elkészítése prioritást élvezett.

## Fordítás
- Ez a szócikk részben vagy egészben  a   La Famille Bélier című angol Wikipédia-szócikk ezen változatának fordításán alapul.  Az eredeti cikk szerkesztőit annak laptörténete sorolja fel. Ez a jelzés csupán a megfogalmazás eredetét és a szerzői jogokat jelzi, nem szolgál a cikkben szereplő információk forrásmegjelöléseként.